# Melanie Ríos
Melanie Ríos is de artiestennaam van Sara Velez Galeano (Medellín, 8 april 1991), een Colombiaanse pornoactrice. Ze begon haar carrière op 18-jarige leeftijd. Verder speelt ze in vrijwel alle genres, zowel heteroseksuele als lesbische seksscènes. De 1,60 meter kleine actrice, die 50 kilo weegt, speelde in meer dan 90 films.

## Films (selectie)
- Teen Idol 7 (2010)
- Boffing the Babysitter 4 (2010)
- Barely Legal 105 (2010)
- Pay Me in Cum (2010)
- Topless Angels Tied (2010)
- Rios and Rios (2010)
- Topless Beauties Wrapped Up Tight (2010)
- Rios and Rios: Not Again! (2010)
- Superstar Showdown 1: Tori Black vs. Alexis Texas (2010)
- This Isn't Christmas Vacation: The XXX Parody (2010)
- Oil Overload 4 (2010)
- Slut Puppies 4 (2010)
- Lush (2010)
- Latina Extreme (2010)
- She's So Cute! #2 (2011)
- Struggling Will Only Make the Ropes Tighter (2011)
- Teens in Tight Jeans (2011)
- My Roomate's a Lesbian (2011)
- The Babysitter Volume 4 (2011)
- Too Big for Teens 7 (2011)
- Official Scarface Parody (2011)
- Latin Adultery 15 (2011)
- Father Figure (2012)
- Yuri Luv's Foot Sex (2012)
- First Day Jitters 3 (2012)
- Spartacus MMXII: The Beginning (2012)
- Born Flirty (2013)
- Wet Hot Teen Summer (2015)
- Cabin Attendant Best Collection (2016)